# Dumy
Dumy (ukr. Думи) – wieś na Ukrainie, w obwodzie lwowskim, w rejonie lwowskim (wcześniej w rejonie żółkiewskim). W 2001 roku liczyła 152 mieszkańców.